# Sintula pseudocorniger
Sintula pseudocorniger là một loài nhện trong họ Linyphiidae.
Loài này thuộc chi Sintula. Sintula pseudocorniger được Robert Bosmans miêu tả năm 1991.